# Alfonso al VIII-lea al Castiliei

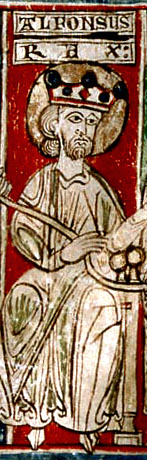
Alfonso al VIII-lea al Castiliei

Alfonso al VIII-lea (n. 11 noiembrie 1155, Soria, Castilia și León, Spania – d. 5 octombrie 1214, Gutierre-Muñoz⁠(d), Castilia și León, Spania), supranumit cel Nobil sau el de las Navas a fost un rege al Castiliei din 1158 (de la trei ani) până la moarte sa și rege în Toledo. El este cel mai notabil pentru rolul său în Reconquista și prăbușirea Califatului Almohad. După ce a suferit o mare înfrângere cu propria sa armată în bătălia de la Alarcos (1195) împotriva almohazilor, a condus coaliția unor prinți creștini și cruciați străini cu care a strivit puterea almohazilor în bătălia de la Las Navas de Tolosa. Bătălia victorioasă a avut loc în 1212, un eveniment care a dus la apariția unui val de supremație creștină în peninsula Iberică.
A condus Castilia și a adus dominația peste León și, prin alianța sa cu Aragon, a adus cele două sfere creștine iberice într-o strânsă legătură.
S-a căsătorit cu Eleanor a Angliei, fiica regelui Henric al II-lea al Angliei și a reginei Eleanor de Aquitania. Cuplul a avut 11 copii:
- Berengaria (1180 - 8 noiembrie 1246); s-a căsătorit prima dată la Seligenstadt la 23 aprilie 1188 cu Ducele Conrad al II-lea de Swabia, însă uniunea a fost anulată. S-a căsătorit la Valladolid între 1/16 decembrie 1197 cu regele Alfonso al IX-lea de León ca cea de-a doua soție a sa. După ce mariajul a fost dizolvat pe motive de consanguinitate în 1204, ea s-a întors acasă și a devenit regentă în numele fratelui ei minor, regele Henric I. Regină a Castiliei de drept după decesul lui Henric I în 1217, a abdicat repede în favoarea fiului ei Ferdinand al III-lea al Castiliei care va reuni regetele Castiliei și León.
- Sancho (5 aprilie 1181 - 26 iulie 1181); moștenitor al tronului la naștere, a murit la vârsta de trei luni.
- Sancha (martie 1182 - 3 februarie 1184/16 octombrie 1185); a murit în copilărie
- Henric (1184-1184?);  moștenitor al tronului la naștere, a murit la scurtă vreme după naștere sau în copilărie. Existența lui este disputată de unele surse.
- Urraca (1186/28 mai 1187 - 3 noiembrie 1220); căsătorită în 1206 cu Infantele dom Afonso a Portugaliei, care i-a succedat tatălui său ca regele Afonso al II-lea la 26 martie 1212.
- Blanche (4 martie 1188 - 27 noiembrie 1252); căsătorită la 23 mai 1200 cu regele Prințul  Louis al Franței care va deveni regele Ludovic al VIII-lea la 14 iulie 1223.
- Ferdinand (29 septembrie 1189 - 14 octombrie 1211); moștenitor al tronului la naștere. A murit de febră după ce s-a întors dintr-o campanie împotriva musulmanilor.
- Mafalda (1191 - 1211); logodită în 1204 cu Infantele Ferdinand de Leon, fiul cel mare al regelui Alfonso al IX-lea și fiu vitreg al surorii ei mai mari.
- Eleanor (1200 - 1244); căsătorită la 6 februarie 1221 cu regele Iacob I de Aragon. S-au separat în aprilie 1229 pe motiv de consanguinitate.
- Constance (1202-1243); călugăriță la mănăstirea Santa María la Real la Las Huelgas în 1217
- Henric I (14 aprilie 1204 - 6 iunie 1217); singurul fiu supraviețuitor care a succedat tatălui său în 1214 la vârsta de zece ani sub regența prima dată a mamei sale, apoi a surorii sale mai mari Berengaria. A fost ucis când a fost lovit de o piesă care a căzut de pe acoperiș.